# 塔庫拉伊
塔庫拉伊，是一個生活在印度比哈爾邦和尼泊爾信仰伊斯蘭教的拉其普特人社區，人口11000人。

## 起源
塔庫拉伊認為他們起源於拉賈斯坦，他們的祖先馬哈巴特汗在蒙兀兒帝國皇帝奧朗則布時代接受伊斯蘭教，被派往比哈爾一帶駐守，他們在Champaran區建立35條村莊。他們的名稱來自刹帝利種姓中塔庫里。他們是遜尼派穆斯林，説印地語和烏爾都語。生活習慣和其他拉其普特穆斯林相近，但互不通婚。

## 目前情况
塔庫拉伊分為數支系，如Bakcha,Bharadwaj,Chauhan,Kuchbaria,Mahdwar,and Nafran，他們是嚴格的內部通婚，但不實行氏族外婚制。婚姻在近親組內進行。在很大程度上仍是農民，並同時是大地主。他們在北比哈爾邦很大影嚮力。
他們也有一些生活在尼泊爾台拉地帶的巴爾沙和班拉，在尼泊爾語穆斯林有很大重要性。